# Дюбюиссон, Альберт
Альберт Дюбюиссон (нидерл. Albert Dubuisson 28 октября 1918, Бенш, Эно — 21 февраля 1974, Leval-Trahegnies, Эно) — бельгийский профессиональный шоссейный велогонщик в 1938-1952 годах. Победитель многодневной велогонки Тур Бельгии (1950).

## Достижения
1938
10-й Париж — Брюссель
1940
7-й Тур Фландрии
1941
1-й Тур Лимбурга
1943
5-й Льеж — Бастонь — Льеж 
1944
8-й Флеш Валонь
1945
3-й Гран-при Наций
1946
4-й Дварс дор Фландерен
1947
2-й Бордо — Париж
6-й Париж — Тур
1948
1-й Tour de l'Ouest
10-й Льеж — Бастонь — Льеж 
1950
1-й Тур Бельгии — Генеральная классификация
8-й Льеж — Бастонь — Льеж 
1951
4-й Париж — Ницца — Генеральная классификация
1952
1-й Circuit de la Vienne

## Статистика выступлений

### Гранд-туры
| Гранд-тур                 | 1950 |
| ------------------------- | ---- |
| Джиро д’Италия            | —    |
| Тур де Франс              | НФ   |
| (c 2010 ) Вуэльта Испании | —    |

| —  | Не участвовал  |
| НФ | Не финишировал |